# Peter Mensah
Peter Mensah (n. 27 august 1959, Accra, Ghana) este un actor ghanez-britanic-canadian, cunoscut în special pentru rolurile sale interpretate în filmele Tears of the Sun, 300, Dead Space (joc video), Starz, Spartacus: Nisip însângerat, Spartacus: Zeii Arenei.

## Filmografie

### Film
| An   | Titlu                            | Rol                                  | Note                | Ref.  |
| ---- | -------------------------------- | ------------------------------------ | ------------------- | ----- |
| 1999 | Striking Poses                   | Hunky Receptionist                   |                     |       |
| 2000 | Bruiser                          | Skinhead                             |                     |       |
| 2000 | Bless the Child                  | Good Samaritan Janitor               |                     |       |
| 2000 | The Perfect Son                  | Tall Gay Basher                      |                     |       |
| 2001 | Harvard Man                      | Cyrill The Butler                    |                     |       |
| 2001 | Jason X                          | Sgt. Brodski                         |                     |       |
| 2002 | Triggerman                       | Boxer                                |                     |       |
| 2002 | Cypher                           | Vault Security Guard                 |                     |       |
| 2003 | Tears of the Sun                 | Terwase                              |                     |       |
| 2004 | Hidalgo                          | Jaffa                                |                     |       |
| 2006 | The Seed                         |                                      | Scurtmetraj         |       |
| 2006 | 300                              | Persian Messenger                    |                     |       |
| 2008 | The Incredible Hulk              | Generalul Joe Greller                |                     |       |
| 2009 | Avatar                           | Akwey                                |                     |       |
| 2014 | 300: Rise of an Empire           | Sol persan                           |                     |       |
| 2016 | The Second Sound Barrier         | Thelonious Courage as The Powerhouse | Scurtmetraj         |       |
| 2016 | Kevin Hart: What Now?            | Dictator african                     |                     |       |
| 2018 | The Scorpion King: Book of Souls | Nebserek                             | Direct-to-video     |       |
| 2019 | Rise                             | Governor Gaddo                       |                     |       |
| 2021 | Snake Eyes                       | Blind Master                         |                     |       |
| 2022 | The Devil Conspiracy             | Arhanghelul Mihail                   |                     |       |
| 2024 | Gladiator II                     | Jubartha                             |                     |       |
| 2025 | Trust                            |                                      | Thriller psihologic | [ 1 ] |

### Televiziune
| An        | Titlu                                              | Rol                  | Note                                                         | Ref. |
| --------- | -------------------------------------------------- | -------------------- | ------------------------------------------------------------ | ---- |
| 1999      | The Golden Spiders: A Nero Wolfe Mystery           | Mort Erwin           | Film TV, episod pilot pentru Nero Wolfe                      |      |
| 2000      | Enslavement: The True Story of Fanny Kemble        | Quaka                | Film TV                                                      |      |
| 2000      | Relic Hunter                                       | Witch Doctor         | Episodul: "Cross OF Voodoo"                                  |      |
| 2000      | Deep in The City                                   | Lang                 | Episodul: "Gorky Parkette"                                   |      |
| 2001      | Blue Murder                                        | Marlon Anderson      | 2 episoade                                                   |      |
| 2001      | A Nero Wolfe Mystery                               | Recepționer, Arthur  | Episoade: "The Doorbell Rang", "Over My Dead Body" Pt.1/Pt.2 |      |
| 2001–02   | Witchblade                                         | Hecter "Moby" Mobius | 3 episoade                                                   |      |
| 2002      | Tracker                                            | Marak                | Episodul: "Native Son"                                       |      |
| 2002      | Conviction                                         | T-Bone               | Film TV                                                      |      |
| 2005      | Star Trek: Enterprise                              | Daniel Greaves       | 2 episoade                                                   |      |
| 2008      | Terminator: The Sarah Connor Chronicles            | General Perry        | 2 episoade                                                   |      |
| 2010      | Spartacus: Blood and Sand                          | Oenomaus / Doctore   | Rol principal                                                |      |
| 2011      | Spartacus: Gods of the Arena                       | Oenomaus / Doctore   | Rol principal                                                |      |
| 2012      | True Blood                                         | Kibwe                |                                                              |      |
| 2012      | Spartacus: Vengeance                               | Oenomaus / Doctore   | Rol principal                                                |      |
| 2013      | Transformers: Prime                                | Predaking (voce)     | Rol secundar (sezonul 3)                                     |      |
| 2013      | Transformers Prime Beast Hunters: Predacons Rising | Predaking (voce)     | Film TV                                                      |      |
| 2013      | Burn Notice                                        | Marco Cabral         | Episodul: "Nature of the Beast"                              |      |
| 2015–16   | Sleepy Hollow                                      | Hidden One           |                                                              |      |
| 2017–2018 | Midnight, Texas                                    | Lemuel Bridger       |                                                              |      |
| 2018      | Agents of S.H.I.E.L.D.                             | Qovas                | Rol secundar (sezonul 5)                                     |      |
| 2019      | Departure                                          | Levi Hall            | Main cast (sezonul 1)                                        |      |

### Jocuri video
| An   | Titlu      | Rol          | Ref. |
| ---- | ---------- | ------------ | ---- |
| 2008 | Dead Space | Zach Hammond |      |